# Кшиштоф Шатравський
Кшиштоф Даріуш Шатравський (пол. Krzysztof Dariusz Szatrawski; нар. 1 вересня 1961, Кентшин, Польща) — польський поет, письменник, музикознавець, культуролог, професор Вармінсько-Мазурського університету в Ольштині.

## Біографія
Кшиштоф Д. Шатравський поєднує естетичне та філософське дослідження стану людини, зосереджуючись на дисциплінах культури, музики й літератури, що включають як теоретичну, так і історичну перспективи. Автор дев'яти книг поезії, двох книг прози, понад 100 досліджень у галузі музикознавства, літературознавства, історії та теорії культури та понад тисячі популярних статей, музичних, театральних і літературних оглядів. Кшиштоф Д. Шатравський є президентом Асоціації польських письменників — округ Ольштин і членом багатьох культурних і наукових організацій. Він — перекладач поезії та прози, зокрема з англійської мови творів Уолта Вітмена, Т. С. Еліота, У. Х. Одена, Аллена Ґінзберга, Чарльза Буковскі. З німецької він переклав Арно Хольца, Йоганнеса Бобровського, з російської — Максиміліана Волошина, Бориса Слуцького, з української — вірші Наталії Бельченко та інших сучасних поетів. Його поезії також використовувалися як тексти в багатьох музичних творах і в кіно. Редагує Art Forum. Міждисциплінарний науковий щорічник. Він також є активним педагогом та культурологом. З 2010 року веде цикл відкритих лекцій «Muzyczne (ko)repetycje» в Губернській публічній бібліотеці. Веде циклічні ефіри на радіо UWM FM — з березня 2022 року цикл «Muzyka — poważna sprawa» (Музика — справа серйозна) та з березня 2023 року «Stany nieokreślone» (Невизначені стани). За заслуги на ниві розвитку музичної культури у 1997 році отримав нагрудний знак «Заслужений діяч культури», у 2016 році нагороджений Почесним знаком «Заслужений польської культури», у 2018 році — Почесним знаком «За заслуги перед Вармінщиною» Мазурського воєводства. Кшиштоф Д. Шатравський отримав звання почесного громадянина рідного міста Кентшина, у 2021 році. Золотою медаллю «За багаторічну службу», а в січні 2020 року був відзначений щорічною культурною премією мера Ольштина та статуеткою св. Якова. У 2022 році він був відзначений міністром культури медаллю «Gloria Artis» за внесок у культуру.

## Видані книги

### Вірші
- Posłanie ostatniego z epigonów (Ольштин 1981)
- 24 godziny śmierci (Okolice — Варшава 1988)
- Poniżej snu (Ольштин, 1989)
- Wiersze graficzne (Ольштин 1990)
- Tak cicho śpiewa północ (Ольштин 1997)
- Pieśni miłości i rozstania (Ольштин 1999)
- Wiek nowy (Ольштин 2014)
- Czas płonących ogrodów (Ольштин 2017)
- Kiedy czas się kończy (Ольштин 2018)
- Wszędzie (Варшава 2021)

### Проза
- Requiem dla Bohatera (роман — Варшава 1989)
- Odjazd (оповідання — Ольштин 2006)

### Переклади поезій
- Arno Holz: Phantasus / Fantazus (Кентшин 2013)
- Максиміліан Волошин: Wiatr północno-wschodni (Ольштин 2016)
- Arno Holz: Neun Liebesgedichte / Dziewięć wierszy miłosnych (Кентшин 2017)
- Андрій Коровін: Życie z rozszerzeniem RU (Ольштин 2018)
- Piotr Gwiazda: Wiersze (співпереклад с Kazimierzem Brakonieckim, Jackiem Guturowem, Piotrem Siweckim i Adamem Zdrodowskim — Ольштин 2020)
- Leo Butnaru: Niezbędny dystans (Ольштин 2020)

### Наукові монографії
- Jan Lubomirski (Ольштин, 1991)
- Przestrzeń sakralna w kancjonale mazurskim (Ольштин 1996)
- Z miłości do muzyki. 60 lat Warmińsko-Mazurskiej Filharmonii im. Feliksa Nowowiejskiego (Ольштин 2006)
- Odkrywałem ślad po śladzie utracony… Ideowe uwarunkowania twórczości Juliana Stryjkowskiego (Ольштин 2011)

### Багатоавторські монографії та антології
- 50 lat Filharmonii Olsztyńskiej im.Feliksa Nowowiejskiego (Ольштин 1996)
- Biografia i historia. Studia i szkice o związkach literatury z przeszłością (ред. А. Станішевський і К. Д. Шатравський — Ольштин 1997 р.)
- Poematy symfoniczne Feliksa Nowowiejskiego. Rekonstrukcja i reinterpretacja spuścizny rękopiśmiennej kompozytora (Барчево 2007)
- Spacerem po Kętrzynie (Кентшин 2007)
- Patriotyczne i religijne źródła twórczości Feliksa Nowowiejskiego (Барчево 2008)
- Kompozytorzy w kulturze XX-wiecznej Warmii (Барчево 2009)
- W kręgu kultury romantycznej. W 200-lecie urodzin Fryderyka Chopina i w 100-lecie powstania «Roty» Feliksa Nowowiejskiego (Барчево 2010)
- Edukacja i uczestnictwo w kulturze muzycznej (Барчево 2011)
- Dźwięk — forma — znaczenie. Z zagadnień semantyki i retoryki muzyczne (Барчево 2012)
- Arno Holz i jego dzieło. Arno Holz und sein Werk (Кентшин 2013)
- Od pieśni do symfonii. Artystyczne i społeczne konteksty twórczości Feliksa Nowowiejskiego (Барчево 2013)
- Kultura muzyczna w perspektywie regionalnej i artystycznej (Барчево 2014)
- Kultura — edukacja — twórczość. Prace ofiarowane na 70-lecie Państwowej Szkoły Muzycznej im. Fryderyka Chopina w Olsztynie (Барчево 2015)
- Almanach SPP Olsztyn 2015 (Ольштин 2015)
- Interpretacja i recepcja: Nowe prace badawcze poświęcone muzyce Feliksa Nowowiejskiego (Барчево 2016)
- Almanach SPP Olsztyn 2016 (Ольштин 2016)
- Kompozytor — Dzieło — Tradycja: Prace badawcze poświęcone Feliksowi Nowowiejskiemu (Барчево 2017)
- Almanach SPP Olsztyn 2017 (Ольштин 2017)
- Kreatywność i tradycja we współczesnej chóralistyce (Olsztyn 2018)
- Almanach SPP Olsztyn 2018 (Ольштин 2018)
- Drogi do wolności. Kultura muzyczna w czasach przełomu (Ольштин 2019)
- Almanach SPP Olsztyn 2019 (Ольштин 2019)
- W kręgu pieśni romantycznej: W 200. rocznicę urodzin Stanisława Moniuszki (Барчево 2019)
- Almanach SPP Olsztyn 2020 (Ольштин 2020)
- Muzyka — Wolność — Niepodległość (Барчево 2021)
- Almanach SPP Olsztyn 2021/22 (Ольштин 2022)
- Przestrzenie twórczej wolności: Kultura muzyczna i przełamywanie granic (Барчево 2022)